# Władimir Łyszczinski-Trojekurow
Władimir Anzelmowicz Łyszczinski-Trojekurow, ros. Владимир Анзельмович Лыщинский-Троекуров (ur. 25 lipca 1861 r. w guberni sankt-petersburskiej, zm. 6 stycznia 1935 r. w Polsce) – rosyjski urzędnik państwowy, działacz polityczno-społeczny, emigrant.
Urodził się pod nazwiskiem Łyszczinski. W 1881 r. ukończył imperatorską szkołę prawa w Sankt Petersburgu. Pracował w Senacie, a następnie ministerstwie sprawiedliwości. Początkowo kierował biblioteką ministerialną. Od 1886 r. jako przedstawiciel ministra odbywał wyjazdy inspekcyjne po całej Rosji. Od 1893 r. był członkiem Sankt-petersburskiej izby sądowej. W 1896 r. objął funkcję zastępcy sekretarza państwowego Rady Państwa. W 1900 r. otrzymał tytuł kammerherra najwyższego dworu, zaś w 1902 r. radcy państwowego. W tym czasie pełnił obowiązki kierownika kancelarii sekretarza Rady Państwa. W 1901 r. współuczestniczył w utworzeniu Zebrania Rosyjskiego, grupującego skrajnych monarchistów. Od 1907 r. pełnił funkcję sekretarza państwowego Rady Państwa. W 1913 r. został przewodniczącym komitetu do spraw budowy Cerkwi Św. Trójcy w Sankt Petersburgu. Był też członkiem Stowarzyszenia Odrodzenia Artystycznego Rusi. W 1914 r. mianowano go hofmeistrem. Pod koniec 1915 r. otrzymał prawo dołączenia do nazwiska członu Trojekurow, po wygasłym na pocz. XVIII wieku książęcym rodzie rosyjskim, którego był potomkiem po linii żeńskiej. Od końca listopada 1917 r. kierował Kancelarią Państwa. Podczas wojny domowej w Rosji wyemigrował do Polski, gdzie zamieszkał w majątku ziemskim w rejonie Brześcia nad Bugiem.